# Henryk Lisiak
Henryk Lisiak (ur. 1948 w Suchorzewie-Maderze) – historyk, biograf Ignacego Jana Paderewskiego, badacz dziejów Narodowej Demokracji w Polsce oraz problematyki walki o granice wschodnie II Rzeczypospolitej i wojny polsko-bolszewickiej 1919-1920, uczeń Antoniego Czubińskiego i Stanisława Sierpowskiego.
W 2022 r został wyróżniony przez Instytut Pamięci Narodowej tytułem „Kustosz Pamięci Narodowej”.

## Stopnie i tytuły naukowe
- 1973 – absolwent Wydziału Filozoficzno-Historycznego Uniwersytetu im. Adama Mickiewicza w Poznaniu – promotor Antoni Czubiński;
- 1985 – doktor nauk humanistycznych w Instytucie Historii Uniwersytetu im. Adama Mickiewicza w Poznaniu – promotor dysertacji (Działalność społeczno-polityczna Ignacego Paderewskiego) – Stanisław Sierpowski[2];
- 2007 – doktor habilitowany nauk humanistycznych w Instytucie Historii Uniwersytetu im. Adama Mickiewicza w Poznaniu – opiekun rozprawy (Narodowa Demokracja w Wielkopolsce w latach 1918–1939) – Stanisław Sierpowski[3].

## Pełnione funkcje
- 2008-2014 kierownik Pracowni Historii Zdrowia Publicznego oraz Polityki Społecznej i Zdrowotnej Katedry Nauk Społecznych Uniwersytetu Medycznego im. Karola Marcinkowskiego w Poznaniu[4];
- członek Rady Wydziału Nauk o Zdrowiu Uniwersytetu Medycznego im. K. Marcinkowskiego;
- członek Senackiej Komisji Dyscyplinarnej dla studentów i doktorantów Uniwersytetu Medycznego im. K. Marcinkowskiego>;
- członek Komisji ds. Etyki i Dobrych Obyczajów w Nauce Uniwersytetu Medycznego im. Karola Marcinkowskiego w Poznaniu.

## Członkostwo w towarzystwach naukowych
- Poznańskie Towarzystwo Przyjaciół Nauk (Wydział IV Nauk Medycznych)[5]

## Udział w radach redakcyjnych czasopism naukowych
- zastępca redaktora naczelnego czasopisma naukowego „Poznańskie Zeszyty Humanistyczne”[6].

## Zainteresowania naukowe
Zajmuje się problematyką z zakresu historii myśli społeczno-politycznej, historii Europy w okresie międzywojennym, dziejów II Rzeczypospolitej oraz antropologii polityki.

## Publikacje

### Monografie
- Poczucie bezpieczeństwa Polaków w dekadzie gierkowskiej. Bezsilność i zmęczenie. Antropologia codzienności w latach 70., Wydawnictwo Wyższej Szkoły Bezpieczeństwa, Poznań 2014. (współredaktor)
- Poczucie bezpieczeństwa obywateli państw Europy Środkowej w latach 1971–1981, Wydawnictwo Wyższej Szkoły Bezpieczeństwa, Poznań 2013. (współredaktor)
- Bezpieczeństwo współczesnego świata. Historia i bezpieczeństwo publiczne, Wydawnictwo Wyższej Szkoły Handlu i Usług, Poznań 2012. (współredaktor)
- Bezpieczeństwo. Aspekty polskie i międzynarodowe, Wydawnictwo Wyższej Szkoły Bezpieczeństwa, Poznań 2012. (współredaktor)
- Bezpieczeństwo: Polska i świat: wczoraj, dziś, jutro, Wydawnictwo Wyższej Szkoły Bezpieczeństwa, Poznań 2011. (współredaktor)
- Narodowa Demokracja w Wielkopolsce w latach 1918–1939, Wydawnictwo Poznańskie, Poznań 2006.
- Społeczeństwo odradzającej się Rzeczypospolitej wobec wojny z Rosją Sowiecką w latach 1919–1920, Wydawnictwo Naukowe Akademii Medycznej w Poznaniu, Poznań 1998.
- Ignacy Jan Paderewski. Biografia polityczna, SAWW, Poznań 1992.

### Rozdziały w monografiach
- O bezpieczne granice między Wschodem a Zachodem. Wyzwania polskiej polityki zagranicznej w latach 1919–1925, [w:] Bezpieczeństwo. Polska i Świat. Wczoraj – Dziś – Jutro, red. Henryk Lisiak, Danuta Bartkowiak, Aneta Kołacz, Wydawnictwo Wyższej Szkoły Bezpieczeństwa, Poznań 2011.
- Zmagania II RP o granicę wschodnią 1918-1921, [w:] Wrzesień 1939 roku. Geneza II wojny światowej w polskiej perspektywie, T. II Wojsko. Wojna. Jeniectwo, pod red. Janusza Farysia, Tomasza Sikorskiego, Przemysława Słowińskiego, Wydawnictwo Państwowej Wyższej Szkoły Zawodowej w Gorzowie Wlkp, Gorzów Wielkopolski 2010, s. 23–30.
- Rola Rady Obrony Państwa w rozstrzygającej fazie wojny polsko-bolszewickiej 1920 roku, [w:] Dwa dwudziestolecia Rzeczypospolitej, T. 2 Polityka – prawo i administracja – gospodarka. Próba bilansu, red. M. Fic, L. Krzyżanowski, M. Skrzypek, 4DPlus, Katowice 2010, s. 299–308.
- Jerzy Drobnik jako publicysta „Kuriera Poznańskiego”, [w:] Prasa Narodowej Demokracji 1886-1939, red. nauk. Aneta Dawidowicz, Ewa Maj, Wydawnictwo UMCS, Lublin 2010, s. 493–503.
- Roman Dmowski w świetle „Diariusza” Jerzego Drobnika, [w:] Roman Dmowski i jego współpracownicy, pod red. Marka Białokura, Mariusza Patelskiego i Andrzeja Szczepaniaka, Wydawnictwo Adam Marszałek, Toruń 2008, s. 67–79.
- Romana Dmowskiego poznańskie plany ratowania Polski w decydującej fazie wojny polsko-bolszewickiej 1920 roku, [w:] Narodowa Demokracja XIX-XXI wiek. Koncepcje-Ludzie-Działalność, pod red. Tomasza Sikorskiego, Adama Wątora, ZAPOL, Szczecin 2008, s. 605–611.
- Działalność Młodzieży Wszechpolskiej w Poznaniu w latach 1931–1939, [w:] Organizacje młodzieżowe w XX wieku. Struktury, ideologia, działalność, pod red. Patryka Tomaszewskiego i Mariusza Wołosa, Wydawnictwo Adam Marszałek, Toruń 2008, s. 103–112.
- Narodowa Demokracja w Wielkopolsce po secesjach „młodych” w latach 1934–1935, [w:] Studia i Rozprawy Opolskiego Centrum Kształcenia, pod red. nauk. Stanisława Korczyńskiego, Opolskie Centrum Kształcenia, Opole 2006, s. 146–156.
- Walka odradzającej się II Rzeczpospolitej z chorobami zakaźnymi w latach 1918–1924, [w:] Wybrane aspekty problematyki pomocy społecznej, pod redakcją Michała Musielaka i Adama Czabańskiego, Wydawnictwo Akademii Medycznej im. Karola Marcinkowskiego, Poznań 2005.
- Narodowa Demokracja w Poznańskiem w walce o kształt unifikacji byłej dzielnicy pruskiej z pozostałymi obszarami II Rzeczpospolitej w latach 1919–1922, [w:] Biblioteka Poznańskiego Humanistycznego Towarzystwa Naukowego, t. 3, pod red. Adama Czabańskiego. Poznań 2005, s. 109–118.
- Endecja w Wielkopolsce wobec problemu żydowskiego w latach 1919–1939, [w:] Biblioteka Poznańskiego Humanistycznego Towarzystwa Naukowego, t. 3, pod red. Adama Czabańskiego. Poznań 2005, s. 119–135.
- Przyczyny śmiertelności w obozach jeńców sowieckich na terenie Polski w latach 1919–1921, [w:] Biblioteka Poznańskiego Humanistycznego Towarzystwa Naukowego, t. 2, pod red. Adama Czabańskiego, Poznań 2003, s. 55–66.
- Warunki sanitarno-bytowe w obozach jeńców sowieckich na terenie Polski w latach 1919–1921, [w:] Konteksty społeczno-kulturowe zdrowia i medycyny, t. 1, pod red. Michała Musielaka, Wydawnictwo Naukowe Akademii Medycznej w Poznaniu, Poznań 2000, s. 98–105.
- Obraz bolszewika w oczach Polaków w pierwszych latach odradzającej się II Rzeczpospolitej (1918-1920), [w:] Oblicza Wschodu w kulturze polskiej, pod red. Grzegorza Kotlarskiego i Marka Figury, Wydawnictwo Poznańskie, Poznań 1999, s. 383–394.